# Jagdstaffel 17

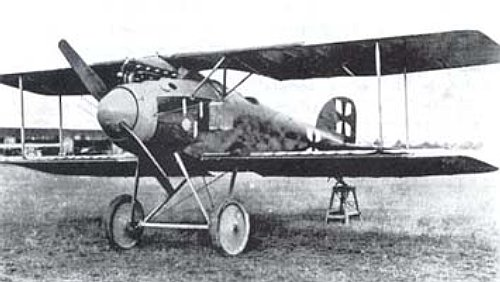
Albatros D.II – podstawowy samolot Jasta 17 w pierwszym okresie jej istnienia.

Jagdstaffel 17 – Königlich Preußische Jagdstaffel Nr. 17 – Jasta 17 jednostka lotnictwa niemieckiego Luftstreitkräfte z okresu I wojny światowej.

## Informacje ogólne
Jednostka została utworzona w Metz w końcu października 1916 roku. Organizację eskadry powierzono podporucznikowi Heinzowi von Brederlow. Od kwietnia 1917 roku eskadra była przydzielona do 1 Armii.
Eskadra walczyła przede wszystkim na samolotach Albatros D.II i Fokker Dr.I. W końcu 1918 roku została także wyposażona w samoloty Pfalz D.XII.
Jasta 17 w całym okresie wojny odniosła ponad 87 zwycięstw nad samolotami nieprzyjaciela, 14 nad balonami. W okresie od stycznia 1917, kiedy to została skierowana na front, do listopada 1918 roku jej straty wynosiły 10 zabitych w walce, 9 rannych oraz 2 zaginionych w akcji.
Łącznie przez jej personel przeszło 8 asów myśliwskich:
Julius Buckler (36), Christian Donhauser (18), Georg Strasser (7), Karl Bohny (6), Alfred Fleischer (6), Gustav Schneidewind (4), Otto Fitzner (3), Günther Schuster (3)

## Dowódcy Eskadry
| Stopień   | Nazwisko            | Okres                   |
| --------- | ------------------- | ----------------------- |
| Porucznik | Heinz von Brederlow | 11.11.1916 – 10.05.1917 |
| Porucznik | Eberhard von Seel   | 10.05.1917 – 12.06.1917 |
| Porucznik | Ernst Wendler       | 19.06.1917 – 01.10.1917 |
| Porucznik | Rudolf von Esebeck  | 04.10.1917 – 27.05.1918 |
|           | Hermann Pritsch     | 29.05.1918 – 12.06.1918 |
| Porucznik | Günther Schuster    | 12.06.1918 – 01.08.1918 |
| Porucznik | Julius Buckler      | 22.09.1918 – 11.11.1918 |